# Педофилија
Педофилија (грч. παιδοφιλία (παις, дете) и (φιλία, љубав, пријатељство) је сексуална настраност и ментални поремећај који се огледа у сексуалној привлачности према деци истог, супротног, или оба пола. Због тежине последица, оваква настраност је строго законски кажњива у свим земљама.
Педофилија је у Дијагностичком и статистичком приручнику за менталне поремећаје (DSM-5) названа педофилним поремећајем, а приручник је дефинише као парафилију која укључује интензивне и понављајуће сексуалне нагоне према и фантазије о деци у предпубертетском узрасту. Међународна класификација болести (ICD-11) га дефинише као „трајан, фокусиран и интензиван образац сексуалног узбуђења - што се манифестује упорним сексуалним мислима, фантазијама, поривима или понашањима који укључују децу пре пубертета.“
У популарној употреби, реч педофилија се често примењује на било који сексуални интерес за децу или чин сексуалног злостављања деце. Ова употреба спаја сексуалну привлачност према предпубертетској деци са чином сексуалног злостављања деце и не прави разлику између привлачности према претпубертетском и пубертетском или постпубертетском малолетнику. Истраживачи препоручују да се ове непрецизне употребе избегавају, јер иако су неки људи који врше сексуално злостављање деце педофили, починиоци сексуалног злостављања деце нису педофили осим ако имају примарни или искључиви сексуални интерес за децу у пубертету, а неки педофили не малтретирају децу.
Педофилија је први пут званично призната и именована крајем 19. века. Значајна количина истраживања у овој области обављена је од 1980-их. Иако је углавном документовано код мушкараца, постоје и жене које испољавају овај поремећај, и истраживачи претпостављају да доступне процене недовољно представљају прави број жена педофила.
Није развијен лек за педофилију, али постоје терапије које могу смањити учесталост сексуалног злостављања деце. Тачни узроци педофилије нису коначно утврђени. Неке студије о педофилији код деце сексуалних преступника повезују је са различитим неуролошким абнормалностима и психолошким патологијама. У Сједињеним Државама, након Канзас против Хендрикса из 1997. године, сексуални преступници којима су дијагностиковани одређени ментални поремећаји, посебно педофилија, могу бити подвргнути присилном обавезивању.

## Педофилија у Србији
Основни облик заштите малолетних лица од злоупотребе у порнографске сврхе садржан је у оквиру Кривичног законика који се примењује у Републици Србији. Дете је у кривичном законодавству дефинисано као лице које није навршило четрнаест година старости, а за малолетно лице сматра се оно које је старосне доби од четрнаест до осамнаест година. Чланови у Кривичном законику везани за заштиту малолетних лица Републике Србије су: 185, 185а, 185б.
Маријин закон, усвојен 2013. године, донео је строже казне за осуђене педофиле, међу којима је и регистар преступника. У периоду од септембра 2009. до септембра 2014, забележено је у просеку седам пријављених случајева сексуалног насиља над децом недељно. У 100 одсто случајева починилац је био детету позната особа. У 78 одсто случајева починилац је био члан породице, најчешће биолошки отац. Девојчице су биле најчешће мете.

### Регистар педофила
Регистар је отворен 2015. године, а прве особе забележене у регистар биле су у јуну 2016. године. Састоји се од података о особама које су осуђене правоснажним пресудама. Подаци из њега могу се дати суду, тужиоцу и полицији у вези са кривичним поступком који се води. Уз захтев се могу дати и одређеном предузећу ако још увек трају правне последице осуде. Подаци су доступни такође и установама које раде са малолетницима.
Силовање, обљуба са дететом, недозвољене полне радње, подвођење, посредовање у вршењу проституције, искоришћавање малолетног лица за порнографију су неке од радњи због којих се особа бележи у регистар. Лицима са списка забрањено је да посећују места на којима се окупљају малолетници, попут вртића и школа, а у обавези су да посећују професионална психолошка саветовалишта, као и да полицији пријаве свако путовање у иностранство. Педофилима суд не може ублажити казну, нити се они могу условно отпустити.
Регистар педофила у Србији није јавне природе.

## Дефиниције
Реч педофилија потиче од грчког παις, παιδος (паис, паиос), што значи „дете“, и φιλια (филија), „пријатељска љубав“ или „пријатељство“. Педофилија се користи за појединце са примарним или искључивим сексуалним интересом за претпубертетску децу од 13 година или млађу. Инфантофилија је подтип педофилије; користи се за означавање сексуалних преференција за децу млађу од 5 година (нарочито бебе и малу децу). Ово се понекад назива непиофилија (од грчког: νηπιος (непиос) што значи „дете“, што заузврат потиче од „не-“ и „епос“ што значи „не говорити“), иако се овај термин ретко користи користи се у академским изворима. Хебефилија се дефинише као особе са примарним или искључивим сексуалним интересом за пубертетску старост од 11 до 14 година. ДСМ-V не наводи хебефилију међу дијагнозама. Док докази сугеришу да је хебефилија одвојена од педофилије, МКБ-10 укључује рано пубертетско доба (аспект хебефилије) у своју дефиницију педофилије, покривајући преклапање физичког развоја између две филије. Поред хебефилије, неки клиничари су предложили и друге категорије које се донекле или потпуно разликују од педофилије; ово укључује педохебефилију (комбинацију педофилије и хебефилије) и ефебофилију (иако се ефебофилија не сматра патолошком).

## Знаци и симптоми

### Развој
Педофилија се јавља пре или током пубертета и стабилна је током времена. Она се самооткрива, а не бира. Из ових разлога, педофилија је описана као поремећај сексуалних преференција, феноменолошки сличан хетеросексуалној или хомосексуалној оријентацији. Ова запажања, међутим, не искључују да се педофилија класификује као ментални поремећај јер педофилна дела наносе штету, а стручњаци за ментално здравље понекад могу помоћи педофилима да се уздрже од повреде деце.
Као одговор на погрешна тумачења да Америчко удружење психијатара (скраћено АПА) сматра педофилију сексуалном оријентацијом због текста у свом штампаном приручнику ДСМ-5, који прави разлику између парафилије и онога што назива "парафилијски поремећај", након чега се формира подела на "педофилију" и "педофилни поремећај". Удружење је коментарисало:
| „ | "Сексуална оријентација" није термин који се користи у дијагностичким критеријумима за педофилни поремећај и његова употреба у тексту ДСМ-V је грешка и треба да гласи 'сексуални интерес'. У ствари, АПА сматра педофилни поремећај 'парафилијом', а не 'сексуалном оријентацијом'. Ова грешка ће бити исправљена у електронској верзији ДСМ-5 и следећем штампању приручника.“ | ” |

Рекли су да снажно подржавају напоре да се кривично гоне они који сексуално злостављају и експлоатишу децу и адолесценте, и „такође подржавају сталне напоре да се развију третмани за особе са педофилним поремећајем са циљем спречавања будућих аката злостављања.“

### Коморбидитет и особине личности
Студије о педофилији код деце сексуалних преступника често наводе да се она јавља заједно са другим психопатологијама, као што су ниско самопоштовање, депресија, анксиозност и проблеми личности. Није јасно да ли су то карактеристике самог поремећаја, артефакти пристрасности узорковања или последице идентификовања као сексуалног преступника. Један преглед литературе закључио је да су истраживања о корелацијама личности и психопатологији код педофила ретко методолошки тачна, делом због конфузије између педофила и деце сексуалних преступника, као и због потешкоћа у добијању репрезентативног узорка педофила у заједници. Сето (2004) истиче да су педофили који су доступни из клиничког окружења вероватно тамо због невоље због својих сексуалних преференција или притиска других. Ово повећава вероватноћу да ће показати психичке проблеме. Слично томе, педофили регрутовани из поправних установа осуђени су за злочин, што повећава вероватноћу да ће показати антисоцијалне карактеристике.
Поремећај самопоимања и интерперсоналног функционисања пријављени су на узорку деце сексуалних преступника који су испунили дијагностичке критеријуме за педофилију од стране Коена и сарадника (2002), за коју су аутори сугерисали да може допринети мотивацији за педофилска дела. Педофилни преступници у студији имали су повишену психопатију и когнитивне дисторзије у поређењу са здравом контролом заједнице. Ово је протумачено као основа њиховог неуспеха да спрече своје криминално понашање. Студије из 2009. и 2012. године откриле су да су сексуални преступници деца који нису били педофили испољили психопатију, али да педофили нису.
Вилсон и Кок (1983) проучавали су карактеристике групе чланова клуба педофила. Најизраженије разлике између педофила и контролне групе биле су на скали интроверзије, при чему су педофили показивали повећану стидљивост, осетљивост и депресију. Педофили су постигли већи резултат на неуротицизму и психотицизму, али недовољно да би се сматрали патолошким као група. Аутори упозоравају да „постоји тешкоћа у расплету узрока и последице. Не може се рећи да ли педофили гравитирају ка деци јер, будући да су веома интровертирани, сматрају да је друштво деце мање опасно од друштва одраслих, или је друштвено повлачење које имплицира њихово интроверзија је резултат изолације коју изазива њихова преференција, односно свест о друштвеном [не]одобравању и непријатељству које изазива“. У неклиничком истраживању, 46% педофила је изјавило да су озбиљно размишљали о самоубиству из разлога везаних за њихов сексуални интерес, 32% је планирало да то изврши, а 13% је то већ покушало.
Преглед квалитативних истраживачких студија објављених између 1982. и 2001. године закључио је да сексуални злостављачи деце користе когнитивне дисторзије да би задовољили личне потребе, оправдавајући злостављање изговорима, редефинишући своје поступке као љубав и узајамност и искоришћавајући неравнотежу моћи која је својствена свим односима између одраслих и деце. Остале когнитивне дисторзије укључују идеју о „деци као сексуалним бићима“, неконтролисаности сексуалног понашања и „пристрасности према сексуалним правима“.

### Дечја порнографија
Потрошња дечје порнографије је поузданији показатељ педофилије од злостављања детета, иако неки непедофили такође гледају на дечју порнографију. Дечја порнографија може да се користи у различите сврхе, од приватног сексуалног задовољења или трговине са другим колекционарима, до припреме деце за сексуално злостављање као дела процеса педофилског зближавања деци.
Педофилни гледаоци дечје порнографије често су опсесивни у прикупљању, организовању, категоризацији и означавању своје колекције дечје порнографије према узрасту, полу, сексуалном чину и фантазији. Према агенту ФБИ Кену Ленингу, „сакупљање“ порнографије не значи да они само гледају порнографију, већ да је чувају и „долазе да дефинишу, подстакну и потврде њихове најдраже сексуалне фантазије“. Ленинг наводи да је прикупљање једини најбољи показатељ онога што починилац жели да уради, али не нужно и онога што је било или ће бити урађено. Истраживачи Тејлор и Квејл су известили да су педофилни сакупљачи дечје порнографије често укључени у анонимне интернет заједнице посвећене проширењу својих колекција.

## Узроци
Иако још увек није познато шта узрокује педофилију, истраживачи су почели да извештавају о низу налаза који повезују педофилију са структуром и функцијом мозга, почевши од 2002. Тестирајући појединце из различитих извора упућивања унутар и изван система кривичног правосуђа, као и контроле, ове студије пронађене везе између педофилије и нижег коефицијента интелигенције, лошији резултати на тестовима памћења, веће стопе недеснорукости, мања физичка висина, већа вероватноћа за претрпљену повреду главе у детињству која је довела до несвести и неколико разлика у структурама мозга које је детектован путем MRI.
Такве студије сугеришу да постоји једна или више неуролошких карактеристика присутних при рођењу које узрокују или повећавају вероватноћу да особа буде педофил. Неке студије су откриле да су педофили мање когнитивно оштећени од непедофилних злостављача деце. Студија из 2011. је објавила да су педофилни злостављачи деце имали дефиците у инхибицији одговора, али без дефицита у памћењу или когнитивној флексибилности. Докази о породичној преносивости „сугеришу, али не доказују да су генетски фактори одговорни“ за развој педофилије. Студија из 2015. године показала је да педофилни преступници имају нормалан коефицијент интелигенције.

## Лечење
Нема доказа да се педофилија може излечити. Уместо тога, већина терапија се фокусира на помоћ педофилима да се уздрже од деловања у складу са својим жељама. Неке терапије заиста покушавају да излече педофилију, али не постоје студије које би показале да оне доводе до дугорочне промене сексуалних преференција. Мајкл Сето сугерише да је мало вероватно да ће покушаји да се излечи педофилија у одраслом добу успети јер на њен развој утичу пренатални фактори. Чини се да је педофилију тешко променити, али се педофилима може помоћи да контролишу своје понашање, а будућа истраживања би могла да развију метод превенције.
Постоји неколико уобичајених ограничења за студије ефикасности лечења. Већина категорише своје учеснике према понашању, а не према еротском узрасту, што отежава утврђивање специфичног исхода лечења за педофиле. Многи не бирају насумично своје групе за лечење и контролне групе. Преступници који одбију или одустану од лечења су у већем ризику од чињења кривичног дела, тако да њихово искључивање из третиране групе, а не искључивање оних који би одбили или напустили контролну групу, може бити пристрасност третиране групе у корист оних са мањим рецидивизмом. Ефикасност третмана за педофиле који нису повратници није проучавана.

### Когнитивно-бихејвиорална терапија
Когнитивна бихејвиорална терапија има за циљ да смањи ставове, уверења и понашања која могу повећати вероватноћу сексуалних деликата над децом. Садржај се увелико разликује међу терапеутима, али типичан програм може укључивати обуку о самоконтроли, социјалној компетенцији и емпатији, и користити когнитивно реструктурирање за промену погледа на секс са децом. Најчешћи облик ове терапије је превенција рецидива, где се пацијент учи да идентификује и реагује на потенцијално ризичне ситуације на основу принципа који се користе за лечење зависности.
Докази за когнитивну бихејвиоралну терапију су помешани. Преглед рандомизованих студија из 2012. године открио је да когнитивно-бихејвиорална терапија нема утицаја на ризик од поновног кривичног дела за контактне сексуалне преступнике. Мета-анализе из 2002. и 2005, које су укључивале и рандомизоване и нерандомизоване студије, закључиле су да когнитивно-бихејвиорална терапија смањује рецидивизам. Постоји дебата о томе да ли нерандомизоване студије треба сматрати информативним. Потребно је више истраживања.

### Интервенције у понашању
Бихевиорални третмани циљају на сексуално узбуђење на децу, користећи технике засићења и аверзије за сузбијање сексуалног узбуђења за децу и прикривену сензибилизацију (или мастурбаторно рекондиционирање) како би се повећало сексуално узбуђење код одраслих. Чини се да третмани понашања имају утицај на обрасце сексуалног узбуђења током фалометријског тестирања, али није познато да ли ефекат представља промене у сексуалним интересима или промене у способности да се контролише генитално узбуђење, нити да ли ефекат траје дугорочно. За сексуалне преступнике са менталним инвалидитетом коришћена је примењена анализа понашања.

### Смањење сексуалног нагона
Фармаколошке интервенције се користе за смањење сексуалног нагона уопште, што може олакшати управљање педофилним осећањима, али не мења сексуалне преференције. Антиандрогени делују тако што ометају активност тестостерона. Ципротерон ацетат и медроксипрогестерон ацетат се најчешће користе. Ефикасност антиандрогена има одређену подршку, али постоји неколико висококвалитетних студија. Ципротерон ацетат има најјаче доказе за смањење сексуалног узбуђења, док су налази о медроксипрогестерон ацетату помешани.
Аналози гонадотропин-ослобађајућег хормона као што је леупрорелин, који трају дуже и имају мање нежељених ефеката, такође се користе за смањење либида, као и селективни инхибитори поновног преузимања серотонина. Докази за ове алтернативе су ограниченији и углавном се заснивају на отвореним испитивањима и студијама случаја. Сви ови третмани, који се обично називају „хемијска кастрација“, често се користе у комбинацији са когнитивно бихејвиоралном терапијом. Према Асоцијацији за лечење сексуалних злостављача, када се лече злостављачи деце, „третман андрогена треба да буде повезан са одговарајућим праћењем и саветовањем у оквиру свеобухватног плана лечења.“ Ови лекови могу имати нежељене ефекте, као што је добитак тежине, развој груди, оштећење јетре и остеопороза.
Историјски гледано, хируршка кастрација је коришћена за смањење сексуалног нагона смањењем тестостерона. Појава фармаколошких метода прилагођавања тестостерона га је у великој мери учинила застарелим, јер су подједнако ефикасне и мање инвазивне. Још увек се повремено изводи у Немачкој, Чешкој, Швајцарској и неколико америчких држава. Нерандомизоване студије су известиле да хируршка кастрација смањује рецидивизам код преступника у вези са сексуалним контактом. Удружење за лечење сексуалних насилника се противи хируршкој кастрацији, а Савет Европе ради на томе да се ова пракса оконча у источноевропским земљама где се и даље примењује путем суда.

## Епидемиологија
Преваленција педофилије у општој популацији није позната, али се процењује да је нижа од 5% међу одраслим мушкарцима. Мање се зна о распрострањености педофилије код жена, али постоје извештаји о случајевима жена са јаким сексуалним фантазијама и нагоном ка деци. Већина сексуалних преступника су мушкарци. Жене могу чинити 0,4% до 4% осуђених сексуалних преступника, а једна студија процењује 10 према 1 однос злостављача деце између мушкараца и жена. Прави број злостављача женске деце може бити недовољно заступљен према доступним проценама, због „друштвене тенденције да се одбаци негативан утицај сексуалних односа између младих дечака и одраслих жена, као и већи приступ жена веома малој деци која не могу да пријаве своје злостављање“, између осталог.

## Друштво и култура
Педофилија је један од најстигматизованијих менталних поремећаја. Једна студија је пријавила висок ниво беса, страха и друштвеног одбацивања према педофилима који нису починили злочин. Аутори су сугерисали да би такви ставови могли негативно утицати на превенцију сексуалног злостављања деце смањујући менталну стабилност педофила и обесхрабрујући их да траже помоћ. Према социолозима Мелани-Анџела Нејли и Кристен Згоби, друштвена забринутост због педофилије се увелико интензивирала током 1990-их, што се поклопило са неколико сензационалних сексуалних злочина (али општим падом стопе сексуалног злостављања деце). Открили су да се реч педофил само ретко појављивала у Њујорк Тајмсу и Ле Монду пре 1996. године, без помињања 1991. године.
Друштвени ставови према сексуалном злостављању деце су изузетно негативни, а нека истраживања га рангирају као морално гору од убиства. Рано истраживање је показало да постоји велики број неспоразума и нереалних перцепција у широј јавности о сексуалном злостављању деце и педофилима. Међутим, студија из 2004. је закључила да је јавност била добро информисана о неким аспектима ових тема.

### Злоупотреба медицинске терминологије
Речи педофил и педофилија се обично неформално користе да опишу сексуални интерес одрасле особе за пубертетске или постпубертетске тинејџере. Термини хебефилија или ефебофилија могу бити тачнији у овим случајевима.
Друга уобичајена употреба педофилије је упућивање на сам чин сексуалног злостављања, пре него на медицинско значење, што је преференција за предпубертетску особу од стране старије особе. Постоје и ситуације у којима се термини злоупотребљавају да се односе на везе у којима је млађа особа пунолетна, али се или сматра премладом у поређењу са својим старијим партнером, или старији партнер заузима положај ауторитета над њима. Истраживачи наводе да су горе наведене употребе термина педофилија непрецизне или сугеришу да их је најбоље избегавати. Клиника Мајо наводи да педофилија „није кривични или правни термин“.

### Групе за заступање педофила
Од касних 1950-их до раних 1990-их, неколико организација чланства педофила заговарало је реформу старосне доби пристанка како би се снизили или укинули законе о старости пристанка, као и за прихватање педофилије као сексуалне оријентације, а не као психички поремећај, и за легализацију дечје порнографије. Напори група за заступање педофила нису наишли на опште прихватање, и данас оних неколико група које се нису распустиле имају само минимално чланство и престале су своје активности осим кроз неколико веб-сајтова. За разлику од ових организација, чланови групе за подршку Virtuous Pedophiles верују да је сексуално злостављање деце погрешно и настоје да подигну свест да неки педофили не чине злочине; ово се генерално не сматра залагањем за педофиле, јер они као организација не одобравају легализацију дечје порнографије и не подржавају реформу узраста за пристанак.

### Антипедофилски активизам
Анти-педофилски активизам обухвата опозицију против педофила, против група за заступање педофила и против других феномена који се сматрају повезаним са педофилијом, као што су дечја порнографија и сексуално злостављање деце. Велики део директне акције класификоване као анти-педофилске укључује демонстрације против сексуалних преступника, против педофила који заговарају легализацију сексуалне активности између одраслих и деце, и против корисника интернета који траже секс од малолетника.
Пажња медија високог профила на педофилију довела је до инцидената моралне панике, посебно након извештаја о педофилији повезаним са сатанистичким ритуалним злостављањем и сексуалним злостављањем у дневној установи. Случајеви вигилантизма су такође пријављени као одговор на пажњу јавности на осуђене или осумњичене за сексуалне преступнике. Године 2000, након медијске кампање „именовања и срамоте“ осумњичених педофила у Великој Британији, стотине становника изашло је на улице у знак протеста против осумњичених за педофиле, што је на крају ескалирало у насилно понашање које је захтевало интервенцију полиције.

## Педофилија на интернету
Злочини над малолетницима уз помоћ интернета укључују превару и почињу тако што одрасли комуницирају са децом преко интернета са циљем да их приморају на незакониту сексуалну активност. Понекад се сексуално злостављање дешава лицем у лице.
Собе за ћаскање, размена порука, интернет форуми, сајтови за друштвене мреже, мобилни телефони, па чак и конзоле за видео игре имају проблема са онлајн предаторством. Ове области на мрежи привлаче предаторе јер им омогућавају приступ да ступе у контакт са жртвама без привлачења пажње. Поред тога, нема довољно поузданих података о броју малолетника који деле личне податке на мрежи због проблема приватности деце. Такође, анонимност онлајн разговора доводи до дезинхибиције малолетника, чинећи да се осећају пријатније и већа је вероватноћа да ће се упустити у ризична понашања. Ово омогућава предаторима да користе манипулацију како би своје мете довели у ситуације у којима ће се придржавати сексуалних захтева предатора. Почетна манипулација често укључује упознавање малолетника са сексуалним активностима, показивање порнографије и тражење сексуално експлицитних информација и слика. Ово предаторско понашање на мрежи не доводи често до стварног или покушаја офлајн контакта, али би могло.
Иако је уобичајено гледиште да ће предатори користити различите тактике да се сретну са жртвама, већина стварних личних састанака не укључује никакву превару. У ствари, малолетници су обично саучесници са починиоцима који често користе обећања љубави и романсе да би завели жртве да се сретну.

## Педофилија у католичкој цркви
Крајем 20. и почетком 21. века су на видело изашла силовања и друге врсте сексуалног насиља које су римокатолички свештеници вршили над децом широм света. О овој врсти криминала се почело прво говорити и писати у САД након чега су државна тужилаштва и појединци-жртве покренули бројне судске процесе против свештеника-преступника и саме Цркве. Касније су на светло дана изашли случајеви овог криминала и у другим државама света. Највише публицитета овај криминал је добио у Ирској, Италији, Аустрији и Немачкој у Европи, затим у Чилеу, Аргентини и Бразилу у Латинској Америци и у Аустралији.
Историјски извори показују да педофилија није скорашњи проблем Римокатоличке цркве 20. и 21. века већ да је педофилија постојала у Цркви много раније. Сматра се да су и хомосексуалност и педофилија међу свештенством Цркве узроковани обавезним целибатом свештенства. Предлоге да се целибат учини добровољним те да се сазнања о силовању добијена кроз исповести доставе полицији и суду, црква је одбила.

## ОперацијаНевине сликеФедералног истражног бироа

### Позадина
У мају 1993, десетогодишњи дечак изненада је нестао из свог комшилука у Брентвуду у Мериленду. У року од неколико недеља, истрага је открила два педофила и већи круг онлајн дечјих порнографа. У року од две године, покренула је велику националну иницијативу која је постала средишњи део напора ФБИ-jа да заштити децу од предатора у сајбер простору. Када су агенти ФБИ-jа и полицијски детективи округа Принца Џорџа, Мериленд, ишли од врата до врата да разговарају са комшијама након дечаковог нестанка, наишли су на пар сумњивих мушкараца који су се „спријатељили“ са локалном децом – обасипали их са поклонима, па чак и водећи их на одмор.
Истражитељи су убрзо открили да су мушкарци сексуално злостављали децу четврт века. У скорије време, ови мушкарци су се преселили на интернет, постављајући неколико приватних компјутерских огласних табли не само да би „ћаскали“ са дечацима и организовали састанке са њима, већ и да би делили слике дечје порнографије са већим кругом педофила. Обојица су на крају осуђена за злостављање деце, али није било доказа који би их повезали са дечаковим нестанком. У међувремену, међутим, првобитни случај отмице се ширио. Агенти су позвали све канцеларије ФБИ-а у земљи да виде колико су ове недозвољене компјутерске технике распрострањене. Сазнали су да су гневни родитељи широм земље поднели бројне жалбе које су вређале порнографске слике и нежељене опсцене поруке које су им слале имејлом право у домове. Консултовани су стручњаци који су потврдили овај алармантни нови тренд: сексуално искоришћавање деце путем компјутера.
Одатле су агенти отворили нови случај у септембру 1994. који је почео да се зове „Операција Невине слике“. Позвано је још агената и помоћног особља. Радећи према стриктним смерницама, агенти су позирали на тајном задатку, претварајући се да су деца. Учествовали су у електронским разговорима са осумњиченим педофилима и представљали су се као потрошачи трговцима дечјом порнографијом. Понекад су били запањени графичким сликама и јасном природом порука које су бљескале преко екрана њихових компјутера.
Велики део тог посла обавља се кроз проактивне радне групе широм земље, које удружују агенте ФБИ-ја и локалне полицајце у тајним операцијама. Од септембра 2004. ФБИ такође води Међународну радну групу за насилне злочине против деце (раније Међународна радна група за невине слике), коју чине међународни истражитељи који раде раме уз раме са агентима ФБИ у борби против глобалне експлоатације деце. Постигнућа програма су импресивна: до септембра 2007. ФБИ је отворио више од 20.000 случајева, што је довело до више од 6.800 осуђујућих пресуда. Дечак који је нестао још увек није пронађен.

## Галерија
- Симбол педофила који сексуално преферира дечаке.[91][92]
- Симбол педофила који сексуално преферира девојчице.[92][91]
- Симбол које користе педофилске организације ради промовисања педофилије и стварања друштвено прихватљивих ставова у вези педофилије.[92][91]
- Симболи се понекад могу појавити на објектима попут прстења, играчака, новца.[93]